# Лимаренко Віра Юхимівна
Віра Юхимівна Лимаре́нко (нар. 11 листопада 1904, Кострома — пом. 19 квітня 1978, Київ) — українська радянська художниця декоративного розпису; член Спілки радянських художників України з 1940-х років.

## Біографія
Народилася 11 листопада 1904 року в місті Костромі (нині Росія). 1930 року закінчила Київський художній інститут, де навчалася зокрема у Лева Крамаренка, Федора Кричевського, Михайла Бернштейна, Андрія Тарана.
Упродовж 1936—1941 років викладала малювання та історію мистецтв у Харківському педагогічному інституті. Член КПРС з 1955 року.
Жила у Києві, в будинку на бульварі Давидова, № 14, квартира № 284. Померла у Києві 19 квітня 1978 року.

## Творчість
Працювала в галузі декоративного мистецтва (декоративний живопис), плаката, розпису. Серед робіт:
декоративні панно на шовку в техниці батик
- «Святковий салют» (1947);
- «Виконуємо, рідний Леніне, твої заповіти» (1951);
- «Навіки з тобою, Росією» (1954);
- «Український танець» (1957);
- «Оживуть степи, озера» (1964);
- «Декоративне» (1967);

плакати
- «Цвіти, колгоспна земле наша, Багатством сповнена, як чаша!» (1956);
- «Танок» (1959);

розписи
- «Український танець» (1957);
- «Оживуть степи, озера» (1964).

Брала участь у республіканських виставках з 1947 року. 
Деякі роботи зберігаються у Національному музеї українського народного декоративного мистецтва у Києві.